# Pascalsche Pyramide

Die ersten fünf Ebenen der Pascalschen Pyramide

Die Pascalsche Pyramide ist die dreidimensionale Verallgemeinerung des Pascalschen Dreiecks. Sie enthält die Multinomialkoeffizienten dritter Ordnung (Trinomialkoeffizient), d. h. die Koeffizienten von {\displaystyle (a+b+c)^{n}} stehen auf Ebene n+1. Wie im Pascalschen Dreieck beginnt die Pascalsche Pyramide mit einer einzelnen 1 auf der obersten Ebene (der „Spitze“ der Pyramide). Jede weitere Zahl ist die Summe der drei über ihr stehenden Zahlen. Alle besonderen Eigenschaften des Pascalschen Dreiecks (siehe z. B. Sierpinski-Dreieck, Symmetrie) lassen sich sinngemäß auch auf die Pascalsche Pyramide anwenden. 

## Alternative Konstruktion
Die Trinomialkoeffizienten sind gegeben durch
{\displaystyle {\frac {(i+j+k)!}{i!\,j!\,k!\;}}} mit {\displaystyle \;i+j+k=n\,.}
Die Identität
{\displaystyle {\frac {(i+j+k)!}{i!\,j!\,k!}}={\frac {(i+j+k)!}{(i+j)!\,k!}}\cdot {\frac {(i+j)!}{i!\,j!}}}
legt folgende Konstruktionsvorschrift für die (n+1)-te Ebene nahe:
1. Bilde zunächst die drei Seiten des Dreiecks. Diese entsprechen der (n+1)-ten Zeile im Pascalschen Dreieck.
2. Fülle nun die m-te Zeile mit den Einträgen aus der m-ten Zeile des Pascalschen Dreiecks, multipliziert mit dem an den Seiten bereits eingetragenen Faktor.

## Die ersten sieben Ebenen
1. Ebene     
```
                     
1
```

2. Ebene     
```
                     
1
 
  
                  
1     1
```

3. Ebene      
```
                     1 

                  
2
     
2

               1     
2
     1
```

4. Ebene      
```
                     1

                  3      3 

               3     
6
      3

            1     3      3     1
```

5. Ebene      
```
                     1

                  4      4

               6    
12
      6

            4    
12     12
     4

         1     4     6      4     1
```

6. Ebene      
```
                      1

                   5     5

               10    20    10

            10    
30    30
    10

          5    20    
30
    20     5

       1     5    10    10     5     1
```

7. Ebene      
```
                      1

                   6     6

               15    30    15

            20    60    60    20

         15    60    
90
    60    15

       6    30    60    60    30     6

    1     6    15    20    15     6     1
```

## Eigenschaften
- Die Summe aller Zahlen der Ebene n ist: {\displaystyle 3^{n-1}}
- Die Summe aller Zahlen von der ersten bis zur n-ten Ebene ist: {\displaystyle {\frac {3^{n}-1}{2}}}

### Zusammenhang mit dem Sierpinski-Tetraeder
Werden im Pascalschen Tetraeder gerade und ungerade Zahlen unterschieden, ergibt sich ein Zusammenhang mit dem Sierpinski-Tetraeder. Die geraden Zahlen entsprechen dabei den Lücken im Sierpinski-Tetraeder. Dabei müssen {\displaystyle 2^{a}} Ebenen berücksichtigt werden, um den {\displaystyle a}-ten Iterationsschritt bei der Konstruktion des Sierpinski-Tetraeders zu erhalten.

## Verallgemeinerung
Analog lässt sich das {\displaystyle n}-dimensionale Pascalsche Simplex aus den weiteren Multinomialkoeffizienten definieren.